# Campionati mondiali militari di scherma
Il Campionato mondiale militare di scherma è una competizione sportiva organizzata dal Conseil international du sport militaire, e si svolge ogni volta in un paese diverso. Nell'ambito di essi vengono assegnati i titoli di campione del mondo militare delle diverse specialità della scherma maschile e femminile.

## Albo d'oro

### Individuale
| Anno | Fioretto                   | Fioretto                 | Spada                  | Spada                    | Sciabola                   | Sciabola             |
| Anno | Uomini                     | Donne                    | Uomini                 | Donne                    | Uomini                     | Donne                |
| ---- | -------------------------- | ------------------------ | ---------------------- | ------------------------ | -------------------------- | -------------------- |
| 1947 | Girouard                   | -                        | Raoul Mollet           | -                        | Eugene Laermans            | -                    |
| 1948 | Bousset                    | -                        | Catiaux                | -                        | Willem Van Den Berg        | -                    |
| 1949 | Courreges                  | -                        | -                      | -                        | -                          | -                    |
| 1950 | Courreges                  | -                        | Daniel Dagallier       | -                        | Robert Anderson            | -                    |
| 1951 | Bo Eriksson                | -                        | Ghislain Delaunois     | -                        | Jacques Lefèvre            | -                    |
| 1953 | Christian d'Oriola         | -                        | Per Carleson           | -                        | Alessandro Emanuele Treves | -                    |
| 1956 | Hassan Rashad              | -                        | Frits Otto Van Kregten | -                        | Salah Dessouki             | -                    |
| 1957 | Andre Paul Joseph Verhalle | -                        | Antoine Fabre          | -                        | Marcel Van Der Auwera      | -                    |
| 1958 | Vittorio Lucarelli         | -                        | Roger Theisen          | -                        | Marcel Van Der Auwera      | -                    |
| 1959 | Jean Link                  | -                        | Berndt-Otto Rehbinder  | -                        | Marcel Van Der Auwera      | -                    |
| 1960 | Guy Barrabino              | -                        | Roger Achten           | -                        | Claude Arabo               | -                    |
| 1961 | Claude Bourquard           | -                        | Hubert Polzhuber       | -                        | Claude Arabo               | -                    |
| 1962 | Sven Erik Von Der Osten    | -                        | Rudolf Trost           | -                        | Jose Van Baelen            | -                    |
| 1963 | Jacques Courtillat         | -                        | Hans Lagerwall         | -                        | Michael Anthony D'Asaro    | -                    |
| 1965 | Christian Noël             | -                        | Hubert Polzhuber       | -                        | Jose Van Baelen            | -                    |
| 1966 | Pierre Rodocanachi         | -                        | Rudolf Trost           | -                        | Josef Wanetschek           | -                    |
| 1967 | Michele Maffei             | -                        | Jacques Brodin         | -                        | Franco Bimbi               | -                    |
| 1970 | Hugues Leseur              | -                        | Hubert Polzhuber       | -                        | Mario Aldo Montano         | -                    |
| 1971 | Harald Hein                | -                        | Harald Hein            | -                        | Patrick Quivrin            | -                    |
| 1975 | Stefano Simoncelli         | -                        | Daniel Giger           | -                        | Tommaso Montano            | -                    |
| 1978 | Detlef Diederichs          | -                        | Michel Poffet          | -                        | Walter Marik               | -                    |
| 1980 | Pascal Jolyot              | -                        | Daniel Giger           | -                        | Jean-Francois Lamour       | -                    |
| 1981 | Carlo Montano              | Hendah Zaouali           | Daniel Giger           | -                        | Gianfranco Dalla Barba     | -                    |
| 1982 | Carlo Montano              | Arianna De Kezel         | Daniel Giger           | -                        | Philippe Delrieu           | -                    |
| 1986 | Mauro Numa                 | Isabelle Tuduri-Ep-Gorse | Arnd Schmitt           | -                        | Sergio Virgilio            | -                    |
| 1987 | Mauro Numa                 | Claudia Grigorescu       | Michel Poffet          | -                        | Frank Bleckmann            | -                    |
| 1988 | Thorsten Weidner           | Isabelle Tuduri-Ep-Gorse | Riccardo Isola         | -                        | Sergio Virgilio            | -                    |
| 1989 | Federico Cervi             | Isabelle Tuduri-Ep-Gorse | Arno Strohmeyer        | -                        | Ludovic Randon             | -                    |
| 1990 | Thorsten Becker            | Isabelle Kellerhals      | Olivier Jaquet         | Isabelle Tuduri-Ep-Gorse | Laurent Couderc            | -                    |
| 1991 | Dimitri Chevtchenko        | Bella Zilinachvili       | Valerij Zacharevič     | Isabelle Kellerhals      | Michael Huchwajda          | -                    |
| 1992 | Dimitri Chevtchenko        | Bella Zilinachvili       | Valerij Zacharevič     | Iwona Kowalewska         | Grigorij Kirienko          | -                    |
| 1993 | Dimitri Chevtchenko        | Svetlana Bojko           | Vital' Zacharaŭ        | Marina Grigorian         | Mikhail Aleksandrov        | -                    |
| 1994 | Piotr Kielpikowski         | Monica Weber             | Pavel Kolobkov         | -                        | Stanislav Pozdnyakov       | -                    |
| 1997 | Dimitri Chevtchenko        | Monica Weber             | Pavel Kolobkov         | Imke Duplitzer           | Alexandre Chirchov         | -                    |
| 2000 | Giuseppe Pierucci          | Giovanna Trillini        | Diego Confalonieri     | Margherita Zalaffi       | Alessandro Cavaliere       | -                    |
| 2002 | Giuseppe Pierucci          | Svetlana Boiko           | Vital' Zacharaŭ        | Anna Sivkova             | Fabio Di Lauro             | Elena Netchaeva      |
| 2005 | Chang Duk Ha               | Margherita Granbassi     | Ciprian-Gheo Porumb    | Ana Maria Brânză         | Ciprian-Gheo Porumb        | Gioia Marzocca       |
| 2006 | Radu Daraban               | Cristina Ghita           | Fabian Kauter          | Ana Maria Popescu        | Mihai Bela                 | Roxana Scarlat       |
| 2010 | Francesco Archivio         | Sylwia Gruchala          | Radoslaw Zawrotniak    | Anca Maroiu              | Junghwan Kim               | Aleksandra Shelton   |
| 2017 | Alessio Foconi             | Francesca Palumbo        | Mathias Biabiany       | Tatyana Andryushina      | Matyas Szabo               | Svetlana Kormilicyna |
| 2018 | Timur Safin                | Inna Gracheva            | Roman Svichkar         | Tatyana Andryushina      | Gabriele Foschini          | Dina Galiakbarova    |